# Oslo
Oslo () je glavno in najbolj naseljeno mesto Norveške. Sestavlja tako okrožje kot občino. Občina Oslo je imela leta 2022 709.037 prebivalcev, medtem ko je imelo večje mestno območje leta 2022 1.064.235 prebivalcev, metropolitansko območje pa je imelo leta 2021 ocenjeno število prebivalcev 1.546.706.
V vikinški dobi je bilo območje del Vikena. Oslo je bilo kot mesto ustanovljeno ob koncu vikinške dobe leta 1040 pod imenom Ánslo, kot kaupstad ali trgovski kraj pa ga je leta 1048 ustanovil Harald Hardrada. Mesto je bilo povzdignjeno v škofovstvo leta 1070 in prestolnico pod Haakonom V. okoli leta 1300. Personalne unije z Dansko od 1397 do 1523 in ponovno od 1536 do 1814 so zmanjšale njegov vpliv. Potem ko je bilo uničeno v požaru leta 1624, med vladavino kralja Kristijana IV., je bilo zgrajeno novo mesto bližje trdnjavi Akershus in poimenovano Christiania v čast kralju. 1. januarja 1838 je postalo občina (formannskapsdistrikt). Mesto je delovalo kot glavno mesto Norveške med zvezo med Švedsko in Norveško 1814–1905. Od leta 1877 se je ime mesta v vladni rabi črkovalo Kristiania, črkovanje, ki so ga občinske oblasti sprejele leta 1897. Leta 1925 se je mesto po vključitvi vasi, ki je ohranila prejšnje ime, preimenovalo v Oslo. Leta 1948 se je Oslo združilo z Akerjem, občino, ki je obkrožala prestolnico in je bila 27-krat večja, tako da je nastala moderna, veliko večja občina Oslo.
Oslo je gospodarsko in vladno središče Norveške. Mesto je tudi središče norveške trgovine, bančništva, industrije in ladijskega prometa. Je pomembno središče pomorske industrije in pomorske trgovine v Evropi. Mesto je dom številnim podjetjem v pomorskem sektorju, med katerimi so nekatera med največjimi svetovnimi ladjarskimi družbami, ladijskimi posredniki in posredniki pomorskega zavarovanja. Oslo je pilotno mesto programa medkulturnih mest Sveta Evrope in Evropske komisije.

## Urbana regija
Občina Oslo ima 31. marca 2022 702.543 prebivalcev. Mestno območje sega čez meje občine v okoliško okrožje Viken (občine Asker, Bærum, Lillestrøm, Enebakk, Rælingen, Lørenskog, Nittedal, Gjerdrum, Nordre Follo); skupno prebivalstvo te aglomeracije je bilo leta 2022 1.064.235. Mestno središče je na koncu Oslofjorda, od koder se mesto razprostira v treh različnih koridorjih - proti celini, proti severovzhodu in proti jugu vzdolž obeh strani fjorda - kar daje urbaniziranemu območju obliko, ki spominja na z glavo navzdol ležeči "Y" (na zemljevidih, satelitskih slikah ali visoko nad mestom).
Na severu in vzhodu se nad mestom dvigajo široki gozdnati griči (Marka), ki dajejo lokaciji obliko velikanskega amfiteatra. Mestna občina (bykommune) Oslo in okrožje (fylke) Oslo sta dva dela iste entitete, zaradi česar je Oslo edino mesto na Norveškem, kjer sta povezani dve upravni ravni. Od skupne površine Osla je 130 km² pozidanih in 9,6 km² kmetijskih. Odprte površine znotraj pozidanega območja znašajo 22 km².
Mesto Oslo je bilo kot občina ustanovljeno 3. januarja 1838. Leta 1842 je bilo ločeno od okrožja Akershus, da bi postalo samostojno okrožje. Podeželska občina Aker je bila 1. januarja 1948 združena z Oslom (in istočasno prenesena iz okrožja Akershus v okrožje Oslo). Poleg tega si Oslo deli več pomembnih funkcij z okrožjem Akershus.

## Ime in pečat
Potem ko je bilo uničeno v požaru leta 1624, med vladavino kralja Kristijana IV., je bilo zgrajeno novo mesto bližje trdnjavi Akershus in v kraljevo čast poimenovano Christiania. Staro mesto vzhodno od reke Aker pa ni bilo zapuščeno in vas Oslo je ostala kot predmestje zunaj mestnih vrat. Predmestje, imenovano Oslo, je bilo sčasoma vključeno v ožje mesto. Leta 1925 je bilo ime predmestja preneseno na celotno mesto, medtem ko so predmestje preimenovali v Gamlebyen, dobesedno 'staro mesto', da bi se izognili zmedi. Staro mestno jedro je območje znotraj upravnega okrožja Gamle Oslo. Prejšnja imena se odražajo v imenih ulic, kot sta Oslo gate in Oslo hospital.
Izvor imena Oslo je bil predmet številnih razprav. Skoraj gotovo izhaja iz stare norveščine in je bilo – po vsej verjetnosti – prvotno ime velike kmetije v Bjørviki, vendar je pomen tega imena sporen. Sodobni jezikoslovci na splošno razlagajo izvirnik Óslo, Áslo ali Ánslo bodisi kot »travnik ob vznožju hriba« bodisi kot »travnik, posvečen bogovom«, pri čemer se oba štejeta za enako verjetna.
Zmotno je bilo nekoč domnevano, da Oslo pomeni »ustje reke Lo«, domnevno prejšnje ime za reko Alna. Vendar ne samo, da ni bilo najdenih nobenih dokazov o reki Lo, ki je nastala pred delom, kjer je Peder Claussøn Friis prvič predlagal to etimologijo, ampak je samo ime v norveščini neslovnično: pravilna oblika bi bila Loaros (prim. Nidaros). Za ime Lo se zdaj domneva, da je povratna tvorba, do katere je prišel Friis v podporo svoji [ideji o] etimologiji za Oslo.
Oslo je eno redkih mest na Norveškem, poleg Bergna in Tønsberga, ki nima uradnega grba, ampak namesto tega uporablja mestni pečat. Na pečatu Osla je prikazan mestni zavetnik, sv. Hallvard, z njegovimi atributi, mlinskim kamnom in puščicami, ob njegovih nogah pa gola ženska. Sedi na prestolu z levjimi okraski, ki so ga takrat pogosto uporabljali tudi norveški kralji.

## Zgodovina
V vikinški dobi je bilo območje, ki vključuje sodobni Oslo, v Vikenu, najsevernejši provinci Danske. Nadzor nad območjem je v srednjem veku prešel med danske in norveške kralje, Danska pa si je to območje lastila do leta 1241.
Po skandinavskih sagah je Oslo okoli leta 1048 ustanovil kralj Harald Hårdråde. Nedavne arheološke raziskave so odkrile krščanske grobove pred letom 1000, kar kaže na še zgodnejšo naselbino. To je zahtevalo praznovanje tisočletnice Osla leta 2000.
Za glavno mesto velja od vladavine Håkona V. Magnussona (1299–1319), prvega kralja, ki je stalno prebival v mestu. Začel je tudi gradnjo trdnjave Akershus in Oslo Kongsgård. Stoletje pozneje je bila Norveška šibkejši del personalne unije z Dansko, vloga Osla pa je bila zmanjšana na vlogo provincialnega upravnega središča z monarhi s prebivališčem v Københavnu. Dejstvo, da je bila univerza v Oslu ustanovljena šele leta 1811, je negativno vplivalo na razvoj naroda.
Oslo je bilo večkrat uničeno v požaru, po štirinajsti nesreči leta 1624 pa ga je Kristijan IV. Danski in Norveški ukazal obnoviti na novem mestu na drugi strani zaliva, blizu trdnjave Akershus, in ga poimenoval Christiania. Dolgo pred tem je Christiania začela uveljavljati svoj sloves kot središče trgovine in kulture na Norveškem. Del mesta, zgrajen leta 1624, se zdaj pogosto imenuje Kvadraturen zaradi svoje pravokotne postavitve v pravilnih kvadratnih blokih. Anatomigården je zgodovinska lesena hiša na severni strani mesta Christiania Torv.
Zadnji izbruh črne kuge v Oslu se je zgodil leta 1654. Leta 1814 je Christiania ponovno postala prava prestolnica, ko je zveza z Dansko razpadla.
V 19. stoletju so bile zgrajene številne znamenitosti, vključno s kraljevo palačo (1825–1848), stavbo Storting (parlament) (1861–1866), univerzo, narodnim gledališčem in borzo. Med svetovno znanimi umetniki, ki so tu živeli v tem obdobju, sta Henrik Ibsen in Knut Hamsun (slednji je prejel Nobelovo nagrado za literaturo), Edvard Munch in Sigrid Undset. Leta 1850 je Christiania prehitela tudi Bergen in postala najbolj naseljeno mesto v državi. Leta 1877 se je mesto preimenovalo v Kristiania. Prvotno ime Oslo je bilo obnovljeno leta 1925.

### 1000–1600
Pod vladavino Olafa III. Norveškega je Oslo postalo kulturno središče vzhodne Norveške. Sveti Hallvard Vebjørnsson je postal zavetnik mesta in je upodobljen na mestnem pečatu.
Leta 1174 je bila zgrajena opatija Hovedøya. Cerkve in opatije so postale glavni lastniki velikih zemljišč, kar se je izkazalo za pomembno za gospodarski razvoj mesta, zlasti pred črno kugo.
25. julija 1197 je Sverre Sigurdsson s svojimi vojaki napadel Oslo iz Hovedøye.
V srednjem veku je Oslo doseglo vrhunec v času vladavine Haakona V. Norveškega. Začel je graditi trdnjavo Akershus in bil tudi prvi kralj, ki je stalno prebival v mestu, zaradi česar je Oslo postalo glavno mesto Norveške.
Konec 12. stoletja so se v mesto preselili trgovci Hanse iz Rostocka in pridobili velik vpliv v mestu. Črna kuga je na Norveško prišla leta 1349 in tako kot druga mesta v Evropi je mesto močno trpelo. Tudi zaslužek cerkva od njihove zemlje je tako upadel, da so hanzeatski trgovci prevladovali v zunanji trgovini mesta v 15. stoletju.

### 17. stoletje
V preteklih stoletjihletih je požar večkrat uničil pomembne dele mesta, saj je bilo veliko mestnih stavb v celoti zgrajenih iz lesa. Po zadnjem požaru leta 1624, ki je trajal tri dni, se je Kristijan IV. Danski odločil, da starega mesta ne bi smeli ponovno zgraditi. Njegovi možje so zgradili mrežo cest v Akershagnu blizu trdnjave Akershus. Zahteval je, da vsi državljani preselijo svoje trgovine in delovna mesta v novo zgrajeno mesto Christianio, imenovano v čast kralju.
Preobrazba mesta je prvih sto let potekala počasi. Zunaj mesta, v bližini Vaterlanda in Grønlanda blizu starega mestnega jedra v Oslu, je zrasel nov, neupravljan del mesta, napolnjen z državljani nižjega razreda.

### 18. stoletje
V 18. stoletju, po veliki severni vojni, se je mestno gospodarstvo razmahnilo z ladjedelništvom in trgovino. Močno gospodarstvo je Christianijo spremenilo v trgovsko pristanišče.

### 19. stoletje
Leta 1814 je nekdanje provincialno mesto Christiania postalo glavno mesto neodvisne Kraljevine Norveške, v personalni uniji s Švedsko. Ustanovljenih je bilo več državnih ustanov in vloga mesta kot prestolnice je sprožila obdobje hitrega naraščanja prebivalstva. Vlada te nove države je potrebovala stavbe za svojo rastočo upravo in institucije. Postavljenih je bilo več pomembnih stavb – Norveška banka (1828), Kraljeva palača (1848) in Storting (parlament) (1866). Velika območja okoliške občine Aker so bila vključena v letih 1839, 1859 in 1878. Širitev leta 1859 je vključevala Grünerløkka, Grønland in Oslo. Takrat je bilo območje, imenovano Oslo (zdaj Gamlebyen ali staro mesto), vas ali predmestje zunaj mestnih meja vzhodno od reke Aker. Prebivalstvo se je povečalo s približno 10.000 leta 1814 na 230.000 leta 1900. Christiania je od leta 1840 razširila svojo industrijo, predvsem okoli Akerselve. V zadnjih desetletjih 19. stoletja je prišlo do izjemnega gradbenega razcveta s številnimi novimi stanovanjskimi zgradbami in prenovo mestnega jedra, vendar se je razcvet leta 1899 končal.

### 1900–danes
Leta 1948 se je Oslo združilo z Akerjem, občino, ki je obkrožala prestolnico in je bila 27-krat večja, tako da je nastala moderna, močno povečana občina Oslo. Takrat je bil Aker večinoma premožna, zelena predmestna skupnost in združitev v Akerju ni bila priljubljena.
Občina je razvila nova območja, kot sta vrtno mesto Ullevål (1918–1926) in Torshov (1917–1925). Mestna hiša je bila zgrajena v nekdanjem barakarskem predelu Vika od 1931 do 1950. Razvila so se predmestja, kot je Lambertseter (od 1951). Aker Brygge je bil zgrajen na lokaciji nekdanje ladjedelnice Akers Mekaniske Verksted od leta 1982 do 1998.
Mesto in občina sta uporabljala ime Kristiania do 1. januarja 1925, ko se je ime spremenilo v Oslo. Oslo je bilo ime vzhodnega predmestja – tam je bilo središče mesta do uničujočega požara leta 1624. V začetku 20. stoletja so Norvežani trdili, da ime v spomin na danskega kralja ni primerno za ime glavnega mesta Norveške, ki je postala popolnoma neodvisna leta 1905.
Norveško je Nemčija napadla 9. aprila 1940. Prizadevanja za zaustavitev invazije, predvsem potop Blücherja, so za nekaj ur odložila zasedbo Osla, kar je kralju Haakonu omogočilo, da je pobegnil iz mesta. Oslo je ostalo okupirano vso vojno, dokler Nemčija ni kapitulirala leta 1945. V tem času so okupacijske čete nadlegovali saboterji v dejanjih odpora. 31. decembra 1944 so zavezniški bombniki zgrešili svoj cilj in zadeli tramvaj, kar je povzročilo 79 smrtnih žrtev med civilisti.
Med napadi na Norveškem leta 2011 je Oslo prizadela eksplozija bombe, ki je prizadela vladno četrt in poškodovala več zgradb, vključno s stavbo, v kateri je urad predsednika vlade. V bombnem napadu je umrlo osem ljudi.
25. junija 2022 sta bili v množičnem streljanju na treh krajih ubiti dve osebi, 21 pa je bilo ranjenih, kar je policija obravnavala kot dejanje islamskega terorizma.
- Zemljevid srednjeveškega Osla, avtorja Amunda Hellanda
- 1800–1820: Pristanišče Christiania, avtor John William Edy
- 1800–1820: stari most Vaterland, avtor John William Edy
- 1814: Christiania videna z Ekeberga, M. K. Tholstrup
- 1867: Homansbyen, Georg Andreas Bull
- 1867: Hjula Veveri poleg Akerselve, Carl Baagøe
- 1890-ta: Vrata Karla Johansa
- 1897: gledališče Christiania
- 1800–1900: Univerza v Kristianii
- 1926: Vrata Karla Johansa 15
- 1971: tramvaj (proga Frogner) pri Frognerveien

## Geografske značilnosti
Oslo zavzema lok kopnega na skrajnem severnem koncu Oslofjorda. Fjord, ki ga skoraj razpolovi polotok Nesodden nasproti Osla, leži na jugu; v vseh drugih smereh je Oslo obdan z zelenimi griči in gorami. V mejah mesta je 40 otokov, največji je Malmøya (0,56 km²), še več pa okoli Oslofjorda. Oslo ima 343 jezer, največje je Maridalsvannet (3,91 km²). To je tudi glavni vir pitne vode za velike dele mesta.
Čeprav ima vzhodna Norveška številne reke, se nobena od njih ne izliva v ocean pri Oslu. Namesto tega ima Oslo dve manjši reki: Akerselva (odteka Maridalsvannet, ki se izliva v fjord v Bjørviki) in Alna. Slapovi v Akerselvi so v 1840-ih dali moč nekaterim prvim modernim norveškim industrijam. Kasneje v stoletju je reka postala simbol stabilne in dosledne gospodarske in družbene delitve mesta na East End in West End; delavske soseske ležijo na obeh straneh reke, ločnica pa v resnici sledi ulici Uelands nekoliko zahodneje. Reka Alna teče skozi Groruddalen, glavno predmestje in industrijsko območje Osla. Najvišja točka je Kirkeberget, 629 m nad morjem. Čeprav je mesto po številu prebivalcev majhno v primerjavi z večino evropskih prestolnic, zavzema nenavadno veliko površino, od katere dve tretjini predstavljajo zaščitena območja gozdov, hribov in jezer. Njegove meje obsegajo številne parke in odprte površine, kar mu daje zračen in zelen videz.

### Podnebje
Oslo ima vlažno celinsko podnebje (Köppnova podnebna klasifikacija: Dfb) ali, če se uporabi prvotni zimski prag po Köppnu –3 °C, oceansko podnebje (Cfb) v baznem obdobju 1991–2020. Oslo ima prijetno topla poletja in dokaj mrzle zime. Med letom prejme zmerno količino padavin. Najbolj suha sezona je zima in pomlad, najbolj mokra pa poletje in jesen. Zaradi severne zemljepisne širine mesta dnevna svetloba zelo variira, od več kot 18 ur sredi poletja, ko se ponoči nikoli popolnoma ne stemni (nič temnejše od navtičnega mraka), do približno 6 ur sredi zime.
Najtoplejši zabeleženi mesec je julij 1901 s povprečnimi 22,7 °C, najvišja temperatura vseh časov pa 35 °C je bila prav tako zabeležena julija 1901. Najtoplejši mesec v zadnjih letih je julij 2018 s povprečno temperaturo 22,2 °C in povprečno najvišjo dnevno temperaturo 29 °C. Rekordno poletje 2018 je zabeležilo tudi najtoplejši maj in najvišjo temperaturo v maju vseh časov z 31,1 °C. Leto 2018 je bilo celo najbolj sončno leto v zgodovini z 2133 sončnimi urami. Najhladnejša zabeležena temperatura je bila −29,6 °C 21. januarja 1841, medtem ko je bila najhladnejša zabeležena temperatura v Blindernu januarja 1941 −26 °C. Najhladnejši mesec v zgodovini je bil januar 1941 in tudi januar 1947 s povprečno −12,9 °C in povprečno najnižjo dnevno −16,7 °C.

## Parki in rekreacijska območja
Oslo ima veliko parkov in zelenih površin v mestnem jedru, pa tudi zunaj njega.
- Frognerjev park je velik park nekaj minut hoje stran od centra mesta. To je največji in najbolj znan park na Norveškem z veliko zbirko skulptur Gustava Vigelanda.
- Bygdøy je veliko zeleno območje, običajno imenovano Muzejski polotok v Oslu. Območje je obdano z morjem in je eno najdražjih okrožij na Norveškem.[28]
- Park skulptur Ekebergparken je park skulptur in park nacionalne dediščine s panoramskim pogledom na mesto v Ekebergu na jugovzhodu mesta.
- Park sv. Hanshaugena je star javni park na visokem hribu v središču Osla. St. Hanshaugen je tudi ime okoliške soseske in večjega upravnega okrožja, ki vključuje večje dele osrednjega Osla.[29]
- Park Tøyen se razteza za starim Munchovim muzejem in je obsežno travnato prostranstvo. Na severu je razgledna točka, znana kot Ola Narr. Območje Tøyen vključuje tudi botanični vrt in muzej, ki pripadata Univerzi v Oslu.[30]
- Oslo (s sosednjo Sandvika-Asker) je zgrajen v obliki podkve na obali Oslofjorda in v večini smeri omejen s hribi in gozdovi. Posledično je vsaka točka v mestu razmeroma blizu gozda. Obstajata dva velika gozdova, ki mejita na mesto: Østmarka (dobesedno 'vzhodni gozd', na vzhodnem obrobju mesta) in zelo velika Nordmarka (dobesedno 'severni gozd', ki se razteza od severnega obrobja mesta globoko v zaledje).
- Sognsvann je jezero v Oslomarki ob kopenski meji, severno od Osla. Sognsvann je pitna voda za Oslo od leta 1876 do 1967. Nadmorska višina jezera je 183 metrov. Voda je v priljubljenem pohodniškem območju.

Občina upravlja osem javnih kopališč. Tøyenbadet je največji notranji plavalni objekt v Oslu in eden redkih bazenov na Norveškem, ki ponuja 50-metrski glavni bazen. Drugi v tej velikosti je zunanji bazen Frognerbadet.

## Mestna pokrajina
Mestna podoba Osla se na novo razvija v sodobno mesto z različnimi dostopnimi točkami, obsežnim metro sistemom z novim finančnim okrožjem in kulturnim mestom. Leta 2008 je bila v Londonu razstava, ki je predstavila nagrajeno operno hišo v Oslu, shemo urbane regeneracije obale v Oslu, Munch/Stenersen in novo Deichmanovo knjižnico. Večina stavb v mestu in sosednjih skupnostih je nizkih, le Plaza, Posthuset in stolpnice na Bjørviki so precej višje.

### Arhitektura
Arhitektura Osla je zelo raznolika. Arhitekt Carl Frederik Stanley (1769–1805), ki se je šolal v Københavnu, je na prelomu 19. stoletja nekaj let preživel na Norveškem. Prevzel je nekaj manjših naročil za bogate mecene v Oslu in okolici, vendar je bil njegov glavni dosežek prenova stolnične šole v Oslu, dokončana leta 1800. Na sprednjo stran starejše stavbe je dodal klasičen portik in polkrožno avditorij, ki ga je parlament leta 1814 zasegel kot začasen prostor za zbiranje in je zdaj ohranjen v Norsk Folkemuseumu kot nacionalni spomenik.
Ko je Christiania leta 1814 postala glavno mesto Norveške, praktično ni bilo nobenih stavb, primernih za številne nove vladne ustanove. Začel se je ambiciozen gradbeni program, ki pa se je zaradi gospodarskih omejitev uresničeval zelo počasi. Prvi večji podvig je bila kraljeva palača, ki jo je zasnoval Hans Linstow in je bila zgrajena med letoma 1824 in 1848. Linstow je načrtoval tudi Karl Johans gate, avenijo, ki povezuje palačo in mesto, z monumentalnim trgom na polovici poti, ki naj bi ga obkrožale stavbe za univerzo, parlament (Storting) in druge institucije. Po tem načrtu so bile realizirane samo univerzitetne stavbe. Christian Heinrich Grosch, eden prvih arhitektov, ki se je v celoti izobraževal na Norveškem, je zasnoval prvotno stavbo za borzo v Oslu (1826–1828), lokalno podružnico Banke Norveške (1828), gledališče Christiania (1836–1837) in prvi kampus Univerze v Oslu (1841–1856). Pri univerzitetnih stavbah je poiskal pomoč pri znanem nemškem arhitektu Karlu Friedrichu Schinklu. Na Norveškem se je ohranil nemški arhitekturni vpliv in številne lesene stavbe so sledile načelom neoklasicizma. V Oslu je nemški arhitekt Alexis de Chateauneuf zasnoval Trefoldighetskirken, prvo neogotsko cerkev, ki jo je leta 1858 dokončal von Hanno.
Številne znamenite stavbe, zlasti v Oslu, so bile zgrajene v funkcionalističnem slogu (v ZDA in Veliki Britaniji bolj znan kot modernističen), prva je bila restavracija Skansen (1925–1927) Larsa Backerja, porušena leta 1970. Backer je zasnoval tudi restavracija v Ekebergu, ki je bila odprta leta 1929. Umetnostna galerija Kunstnernes Hus Gudolfa Blakstada in Hermana Munthe-Kaasa (1930) še vedno kaže vpliv predhodnega klasicističnega trenda iz 1920-ih. Prenova letališča Oslo (ki jo je izvedel konzorcij Aviaplan) v Gardermoenu, ki je bilo odprto leta 1998, je bil največji gradbeni projekt na Norveškem doslej.
- Pristanišče Oslo
- Glavna postaja Oslo
- Operna hiša v Oslu
- Trdnjava Akershus
- Jernbanetorget
- Umetnostna galerija muzeja Astrup Fearnley
- Zelo naseljeno mestno območje Bjerke
- Kraljeva palača

## Kultura
Oslo ima veliko in raznoliko število kulturnih znamenitosti, ki vključujejo več stavb z umetninami Edvarda Muncha in različnih drugih mednarodnih umetnikov, pa tudi več norveških umetnikov. V Oslu je živelo ali se rodilo več svetovno znanih pisateljev. Primera sta Knut Hamsun in Henrik Ibsen. Vlada je nedavno vložila velike količine denarja v kulturne instalacije, objekte, stavbe in festivale v mestu Oslo. Bygdøy, zunaj mestnega središča, je središče zgodovine in zgodovine norveških Vikingov. Območje vsebuje veliko parkov in morskih znamenitosti ter veliko muzejev. Primeri so muzej Fram, ladja Viking in muzej Kon-Tiki. Oslo gosti letni Oslo Freedom Forum, konferenco, ki jo je The Economist opisal kot »na poti, da postane enakovredna gospodarskemu forumu v Davosu o človekovih pravicah«. Oslo je znan tudi po tem, da vsako leto podeli Nobelovo nagrado za mir.

### Muzeji, galerije
V Oslu je več velikih muzejev in galerij. Munchov muzej vsebuje Krik in druga dela Edvarda Muncha, ki je po svoji smrti vsa svoja dela podaril mestu. Mestni svet načrtuje nov Munchov muzej, ki bo najverjetneje zgrajen v Bjørviki, na jugovzhodu mesta. Muzej se bo imenoval Munch/Stenersen. Po mestu je 50 različnih muzejev.
Norveški muzej kulturne zgodovine (Folkemuseet)stoji na polotoku Bygdøy in je posvečen ljudski umetnosti, ljudski nošnji, kulturi Sami in kulturi Vikingov. Muzej na prostem vsebuje 155 avtentičnih starih zgradb iz vseh delov Norveške, vključno z leseno cerkvijo.
Muzej Vigeland, ki je v velikem Frognerjevem parku, je prost dostop in vsebuje več kot 212 skulptur Gustava Vigelanda, vključno z obeliskom in kolesom življenja. Druga priljubljena skulptura je Sinnataggen, deček, ki besno topota z nogo. Ta kip je zelo znan kot ikona v mestu. Obstaja tudi novejši urejen park skulptur, Ekebergparken Sculpture Park, z deli norveških in mednarodnih umetnikov, kot je Salvador Dalí.
Muzej vikinških ladij prikazuje tri vikinške ladje, najdene v Osebergu, Gokstadu in Tuneu, ter številne druge edinstvene predmete iz vikinške dobe. Muzej je trenutno zaprt zaradi prenove, vendar bo ponovno odprt leta 2026. Novi muzej se bo imenoval Muzej vikinške dobe in namerava prikazati več vikinških predmetov kot na stari lokaciji.
Mestni muzej Oslo ima stalno razstavo o ljudeh v Oslu in zgodovini mesta.
Muzej Kon-Tiki hrani Kon-tiki in Ra II Thorja Heyerdahla.
Muzej Fram prikazuje predmete z arktičnih in antarktičnih odprav, vključno z leseno ladjo Fram, ki sta jo med svojimi odpravami uporabljala Fritjof Nansen in Roald Amundsen.
Narodni muzej hrani in hrani, razstavlja in spodbuja javnost o najobsežnejši zbirki umetnosti na Norveškem. Muzej prikazuje stalne razstave del iz lastnih zbirk, pa tudi občasne razstave, ki vključujejo dela, izposojena od drugod. Razstavne avenije Narodnega muzeja so Narodna galerija, Muzej sodobne umetnosti, Narodni muzej, Muzej dekorativne umetnosti in Narodni muzej za arhitekturo. Nov Narodni muzej v Oslu je bil odprt leta 2020 v Vestbanen za Nobelovim centrom za mir.
Nobelov center za mir je neodvisna organizacija, ki jo je 11. junija 2005 odprl kralj Harald V. Norveški kot del praznovanja stoletnice Norveške kot neodvisne države. V stavbi je stalna razstava, ki se vsako leto razširi, ko je razglašen nov dobitnik Nobelove nagrade za mir, in vsebuje informacije o vseh dobitnikih v zgodovini. Stavba se uporablja predvsem kot komunikacijsko središče.

## Mednarodne povezave
Oslo je skupaj s številnimi drugimi evropskimi mesti pilotno mesto programa Medkulturna mesta Sveta Evrope in Evropske komisije.

### Pobratena mesta
Oslo je bil prej pobraten z Madisonom, Tel Avivom in Vilno, vendar je od takrat ukinil koncept pobratenih mest.

### Sporazumi o sodelovanju
Od leta 2012 je imel Oslo sklenjene sporazume o sodelovanju z:
- Artvin, Turčija
- Gothenburg, Švedska
- Mbombela, Južna Afrika
- Sankt Peterburg, Rusija
- Schleswig-Holstein, Nemčija
- Šanghaj, Kitajska
- Vilna, Litva
- Varšava, Poljska

### Božična drevesca kot darila
Oslo ima tradicijo, da vsako leto pošlje božično drevo v mesta Washington, D.C.; New York City; London; Edinburgh; Rotterdam; Antwerpen in Reykjavík. Od leta 1947 je Oslo pošiljal 20 do 24 m, 50 do 100 let staro smreko, kot izraz hvaležnosti Veliki Britaniji za njeno podporo Norveški med drugo svetovno vojno.